# أندرو ريان
أندرو ريان (بالإنجليزية: Andrew Ryan)‏ هو لاعب دوري الرغبي أسترالي، ولد في 30 أغسطس 1978 في دوبو في أستراليا.